# Saltos ornamentais no Campeonato Europeu de Esportes Aquáticos de 2018 - Plataforma 10 m individual masculino
A prova da plataforma 10 m individual masculino dos saltos ornamentais no Campeonato Europeu de Esportes Aquáticos de 2018 ocorreu no dia 12 de agosto no Royal Commonwealth Pool, em Edimburgo no Reino Unido. 

## Calendário
| Fase       | Data         | Hora  |
| ---------- | ------------ | ----- |
| Preliminar | 12 de agosto | 09:30 |
| Final      | 12 de agosto | 14:00 |

Todos os horários estão no horário local (UTC+0)

## Medalhistas
| Ouro                   | Prata                  | Bronze                 |
| Aleksandr Bondar (RUS) | Nikita Shleikher (RUS) | Benjamin Auffret (FRA) |

## Resultados
Esses foram os resultados da competição.
| Pos.              | Saltador           | Nacionalidade | Preliminar | Preliminar | Final         | Final         |
| Pos.              | Saltador           | Nacionalidade | Pontos     | Pos.       | Pontos        | Pos.          |
| ----------------- | ------------------ | ------------- | ---------- | ---------- | ------------- | ------------- |
| Medalha de ouro   | Aleksandr Bondar   | Rússia        | 459.60     | 1          | 542.05        | 1             |
| Medalha de prata  | Nikita Shleikher   | Rússia        | 431.10     | 5          | 481.15        | 2             |
| Medalha de bronze | Benjamin Auffret   | França        | 439.05     | 3          | 480.60        | 3             |
| 4                 | Maksym Dolhov      | Ucrânia       | 402.90     | 9          | 464.65        | 4             |
| 5                 | Matty Lee          | Reino Unido   | 458.55     | 2          | 452.20        | 5             |
| 6                 | Matthew Dixon      | Reino Unido   | 423.40     | 7          | 448.90        | 6             |
| 7                 | Lev Sargsyan       | Armênia       | 429.90     | 6          | 437.30        | 7             |
| 8                 | Timo Barthel       | Alemanha      | 431.95     | 4          | 408.25        | 8             |
| 9                 | Vladimir Barbu     | Itália        | 377.80     | 10         | 392.50        | 9             |
| 10                | Vadim Kaptur       | Bielorrússia  | 415.60     | 8          | 375.60        | 10            |
| 11                | Florian Fandler    | Alemanha      | 365.15     | 12         | 364.40        | 11            |
| 12                | Vinko Paradzik     | Suécia        | 369.80     | 11         | 359.55        | 12            |
| 13                | Nikolaos Molvalis  | Grécia        | 351.70     | 13         | Não avançaram | Não avançaram |
| 14                | Artsiom Barouski   | Bielorrússia  | 336.55     | 14         | Não avançaram | Não avançaram |
| 15                | Oleh Serbin        | Ucrânia       | 331.10     | 15         | Não avançaram | Não avançaram |
| 16                | Vartan Bayanduryan | Armênia       | 248.25     | 16         | Não avançaram | Não avançaram |